# Blackthorne
Blackthorne ist ein von Blizzard Entertainment entwickeltes Computerspiel aus dem Jahr 1994. In Europa erschien es unter dem Titel Blackhawk für SNES und PC. 1995 folgte eine Umsetzung für das Sega Mega Drive 32X. 1996 wurde Blackthorne für den Apple Macintosh portiert. Im Jahr 2003 erschien ein Remake für den Game Boy Advance. Eine an aktuelle Windows-Systeme angepasste Gratis-Vollversion veröffentlichte Blizzard im November 2013.

## Spielweise
Das Spiel folgt der Geschichte von Protagonist Kyle „Blackthorne“ Vlaros, der auf dem futuristischen Planeten Tuul Rache am bösen Herrscher Sarlac üben will, um sein Volk zu befreien. Das Spiel ist ein Action-Adventure, bei dem der Spieler die Spielfigur aus einer Seitenansicht vor einem feststehenden Hintergrund sieht. Als Gegner dienen u. a. Monster und Schlingpflanzen. Die Spielweise hat starke Ähnlichkeit mit Prince of Persia. Blackthorne rennt und klettert über Plattformen, Leitern und Aufzüge, findet Schlüssel und andere Gegenstände, die ihm Türen öffnen und das Vorankommen ermöglichen. Im Gegensatz zu Prince of Persia werden jedoch statt eines Schwertes Schusswaffen und Bomben als Waffen verwendet. Sowohl Kyle Blackthorne als auch seine Gegner können Schaden vermeiden, indem sie sich gegen die Wände pressen, um Geschossen auszuweichen. Als Primärwaffe wird eine Pumpgun verwendet.
Im Spielverlauf kann Blackthorne von Verbündeten auch nützliche Gegenstände oder Upgrades erhalten.
Das Spiel umfasst siebzehn Level in insgesamt vier Welten. Die Sega 32X-Version beinhalten sogar noch eine weitere Welt, bestehend aus vier zusätzlichen Level, die sich in keiner der anderen Versionen finden.